# Elecciones municipales de 2023 en Segovia

Distribución del Ayuntamiento tras las elecciones municipales de 2023

Las elecciones municipales de 2023 se celebraron en Segovia el domingo 28 de mayo, de acuerdo con el Real Decreto de convocatoria de elecciones locales en España dispuesto el 3 de abril de 2023 y publicado en el Boletín Oficial del Estado el 4 de abril. Se eligieron los 25 concejales del pleno del Ayuntamiento de Segovia, a través de un sistema proporcional (método d'Hondt), con listas cerradas y un umbral electoral del 5 %.